# Porsche
Porsche SE, també coneguda com a Porsche AG o simplement Porsche, és una Societat Europea i empresa automobilística alemanya que fabrica automòbils esportius, part del Grup Volkswagen des de 2009. Va ser fundada a Stuttgart el 1931 per Ferdinand Porsche i el seu fill Ferry Porsche.

## Història
Ferdinand Porsche va néixer a Maffesdorf (llavors a Àustria, avui a la República Txeca), el 3 de setembre de 1875 i va ser el tercer dels 5 fills d'Anton Porsche, enginyer i empresari. Des d'adolescent es va interessar per experimentar amb l'energia elèctrica. El 1893 va entrar a treballar a Brown Boveri, Viena, una empresa del sector elèctric. Va demostrar ser un gran professional i va ascendir ràpidament. Cap a 1898 va passar a formar part de la divisió d'automòbils de Jacob Lohner, també a Viena. En l'exposició universal de 1900, a París, es va presentar el cotxe elèctric Lohner-Porsche, propulsat per 4 motors elèctrics integrats en les rodes de l'automòbil.
Ferdinand va pilotar els seus propis dissenys en carreres a principi del segle xx obtenint algunes victòries. El 1906 es converteix en director tècnic de Austro-Daimler. Porsche va guanyar el 1910 la Prinz-Heinrich Farht amb un Austro-Daimler, ocupant un altre dels seus cotxes la 2a plaça. Posteriorment és ascendit fins director general. El 1922 el Sascha guanya la famosa Targa Florio en la seva classe (motor de 4 cilindres i 1.1 litres). El 1923 és contractat per Mercedes com a director tècnic. Allà s'encarrega de desenvolupar els motors amb compressor de la marca, guanyant el 1924 la Targa Florio en la classificació absoluta. Mèrits que li van fer ser nomenat doctor honoris causa en enginyeria pel Technische Hochschule de Stuttgart.
Porsche va deixar la seva empremta en Mercedes-Benz per a tota la història, ja que es va encarregar del disseny dels magnífics Mercedes-Benz S, SS i SSK. Després d'un breu pas per Steyr, va crear la seva oficina d'enginyeria i disseny el 25 d'abril de 1931 a Stuttgart. El primer projecte es va denominar número 7 perquè no volien que es sabés que era el primer.
El seu primer encàrrec rellevant va ser el d'Auto Union per a un monoplaça de gran premi amb motor de 16 cilindres: l'Auto Union P-Wagen (Porsche tipus 22), que va guanyar una de cada dues carreres en les quals va participar. Porsche pensava des de feia temps la construcció d'un automòbil de qualitat i popular, que no fos una versió de joguina de les berlines tradicionals. Aquest desig va poder materialitzar gràcies a l'encàrrec rebut per part de l'administració nazi durant l'any 1934. D'aquesta manera al taller de projectes de Zuffenhausen (Stuttgart) neix el primer prototip de prova Volkswagen denominat V 1, a aquest li van seguir altres prototips com el V 3 i finalment el VW 30. Llavors corria l'any 1938 i la guerra estava a punt d'esclatar, de manera que els plans per a produir en massa el Volkswagen Tipus 1 van quedar aparcats, fabricant el 1940 una versió militar d'aquest.
Durant la Segona Guerra Mundial l'estudi de Porsche es va ocupar del disseny de material bèl·lic com el tanc Mouse o la versió amfíbia i tot-terreny del Volkswagen Tipus 1 (Kubelwagen). Els bombardejos aliats van forçar al trasllat de la Porsche des de les seves instal·lacions de Zuffenhausen a Gmünd, Àustria, el 1944. El 1945, després de la guerra, com a part de les reparacions de guerra, Volkswagen va ser oferta als francesos. No obstant això, les objeccions de la indústria francesa van fer que no es dugués a terme el trasllat. Ferdinand Porsche, juntament amb el seu fill Ferry i el seu gendre Anton Piëch (avi de Ferdinand Piëch, futur president de Volkswagen), van ser arrestats i empresonats a Dijon, França, per haver utilitzat mà d'obra esclava a la seva fàbrica Nibelungenwerke on produïa vehicles militars per als nazis. Ferry es lliuraria aviat de la condemna, però Ferdinand i Piëch van estar condemnats 2 anys sense judici previ. Durant aquest confinament, va ser forçat a treballar en dissenys per a Renault, del qual sortiria el futur model 4CV. El seu fill Ferry Porsche va tractar de recuperar la companyia, arreglant altres vehicles i motors, i fent prototips per a tercers, com el 360 Cisitalia de competició, amb 4 rodes motrius i un motor 1.5 sobrealimentat per l'industrial italià Piero Dusio, projecte que va ser revisat per Ferdinand a la seva sortida de presó i que el va omplir d'orgull per com va realitzar. Ferry presentaria el primer model de l'actual marca Porsche, el 356, el juny de 1948, basat en el Volkswagen Tipus 1. Els primers beneficis del vehicle es van utilitzar per lliurar al seu pare de la presó. El 356 inicialment es fabricaria artesanalment a la localitat austríaca de Gmünd, i més tard, el 1949, es traslladarien la família Porsche i la producció a Stuttgart.
Ferdinand Porsche va ser contractat també per Volkswagen com a consultor, i va rebre un cànon per cada Volkswagen Tipus 1 produït, el que va proporcionar notables ingressos a la família, donat l'èxit del model. Al desembre de 1950, va patir un accident cerebrovascular, del qual no es recuperaria, i moriria setmanes més tard, el 30 de gener de 1951, veient circular per la carretera els esportius amb el seu nom. El 1999, pòstumament, va ser nomenat «Enginyer Automobilístic del segle xx». Ferdinand va morir el 30 de gener de 1951.

### Ferry Porsche al capdavant de l'empresa
Ferry Porsche va néixer el 19 de setembre de 1909, va ser col·laborador del seu pare des que el 1931 obrís la seva pròpia oficina de projectes i va anar adquirint responsabilitats. Ferry va ser el responsable del departament de recerca i desenvolupament en el projecte Volkswagen.
Ferry juntament amb Karl Rabe i Erwin Komenda comencen el 1947 l'estudi d'un esportiu biplaça sobre el Volkswagen, el projecte nº 356 que es convertiria en el primer Porsche 356, el primer de la història de la marca. El Porsche original és un roadster biplaça amb motor central i carrosseria d'alumini. El motor era de Volkswagen, però modificat per donar 35 CV a 4000 rpm. Aquest primer 356 era molt diferent dels posteriors 356 de sèrie. Aquest prototip va sortir del taller de Porsche a Gmünd (una vella serradora).Per motius de costos entre altres el prototip es va anar modificant per donar el 356 coupé amb motor al darrere marcant una tradició en Porsche fins avui. El 1948 la producció del 356 a Àustria va ser lenta perquè faltava de tot. A partir de 1949 va millorar el ritme de producció. Porsche volia oferir també un descapotable, però no podia fer-ho a Gmünd, i per això ha demanat la participació de la suïssa Beutler. Així, al Saló de l'Automòbil de Ginebra de 1949 es van presentar per primera vegada en un saló internacional els Porsche 356 coupé i cabrio.

### Trasllat cap a Stuttgart
L'estiu de 1949 es preparen per al trasllat de la producció a Stuttgart, ja que sabien que l'exèrcit nord-americà deixaria lliure les instal·lacions de Zuffenhausen al cap d'un any. Al començament dels anys 50 es signa un acord entre Volkswagen i Porsche pel qual el primer subministra components al segon. L'últim Porsche austríac es fabrica el 20 de març de 1951, després d'haver produït una seixantena coupés amb carrosseria d'alumini. Els nous 356 alemanys seran amb carrosseria d'acer. El primer d'aquests surt al març de 1950.
El 1951 Porsche va debutar oficialment en competició i va guanyar les 24 hores de Le Mans en la categoria fins a 1100cc. A la fi de 1952 apareix l'emblema de 356A. Coincidint amb el 25è aniversari de la fundació de l'oficina de disseny Porsche, surt de la cadena de producció el Porsche número 10.000, un 356A coupé. A poc a poc els Porsche va perdre la seva herència Volkswagen amb motors cada cop més potents i de més cilindrada, com ho demostra el 356A Carrera 1500 de 1956 que desenvolupava 100 CV i arribava als 200 km/h. També en la dècada dels 50 s'incorpora la segona fàbrica a Zuffenhausen. Al Saló de l'Automòbil de Frankfurt de 1959 es presenta el 356B.
L'1 de novembre de 1960 es va estrenar la fàbrica nº 3 i dos mesos més tard surt el Porsche 356 nº 40.000. L'última generació del primer model de la marca va sortir al mercat el 1963 sota la denominació 356C, que va romandre en producció fins al 28 d'abril de 1965, després de 17 anys d'èxits i 76.302 unitats fabricades. Per llavors ja havia centenars de 911 per les carreteres.

### El 911 i consolidació
A mitjan anys 50, Porsche es pensava en la necessitat de crear un substitut del 356. Havia de ser un cotxe nou perquè el marge d'evolució del 356 ja era molt limitat pel seu origen Volkswagen. Aquest nou model es va convertir en la prioritat dels enginyers i dissenyadors de la marca. Per a la seva concepció hi havia només dues premisses bàsiques: el motor havia d'estar al darrere i estar refrigerat per aire (com en el 356). En les posteriors reunions entre Ferry i els seus col·laboradors es van anar concretant característiques del vehicle: es preferia un motor boxer, havia de ser més llarg que el seu predecessor per deixar més espai als passatgers i la cua del cotxe havia de ser tipus fastback. Al final es va decidir sacrificar l'espai destinat als passatgers del darrere, deixant-lo com un 2+2. El disseny escollit per al nou model va ser obra de Butzi Porsche, fill de Ferry, les formes bàsiques han perdurat per 40 anys. Per al motor, la decisió final va ser optar per un nou 6 cilindres boxer, refrigerat per aire, 1991 cc. i 130 CV. En el desenvolupament del motor intervenir un jove Ferdinand Piëch Porsche, l'enginyer que va crear l'Audi Quattro i que va arribar a ser president del grup Volkswagen. Així, al Saló de l'Automòbil de Frankfurt de 1963 es presentava el nou Porsche 901. Peugeot va reclamar el dret exclusiu d'utilitzar noms de tres xifres amb un zero al mig de manera que, per evitar problemes, Porsche va cedir i el 10 novembre 1964 neix la denominació 911.
Segons la gamma Porsche 911 es diversificava amb versions més potents, també s'encaria. Això allunyava al 911 de molts compradors potencials. Per això, i per donar un substitut de 4 cilindres al 356, va sortir una versió econòmica del 911, equipat amb un motor 1600 i equipament reduït. El 911 de 4 cilindres es va denominar 912, era un 25% més barat i amb 90 CV, encara que renunciava a les altes prestacions. El 912 va tenir un gran èxit tant a Europa com als Estats Units i en tres anys es van vendre més de 30.000 unitats.
El 1969 va ser un any important: es renova el 911, que passa de 2.0 a 2.2 (en versions T, E i S amb 125, 155 i 180 CV respectivament) i el 912 és substituït pel 914, model molt criticat però que es va vendre bé. Durant els 70 el 911 va seguir evolucionant i augmentant de cilindrada i potència. El 1973 apareix el 911 Carrera RS, versió esportiva pensada per a l'homologació per a la competició i amb 210 CV que en la seva versió de carrer es va vendre millor del que s'esperava. El 1975 es retira el 914 després de gairebé 120.000 cotxes venuts. El 1974, el 911 té les seves primeres modificacions estètiques de rellevància amb l'arribada del 911 2.7. A la segona meitat dels 70 la gamma es va anar enriquint i ampliant amb nous models: el 930/911 Turbo, el 912E, el 924 i el 928. Aquest últim s'havia ideat com a substitut del Porsche 911 i era radicalment diferent: motor V8 davanter, refrigerat per aigua i un equipament abundant i luxós. El 1978, a 928 se li va atorgar el títol de cotxe de l'any a Europa, sent l'únic gran turisme a alçar-se amb aquest guardó.
Seguint la línia iniciada amb el Porsche 924 i el 928, el 1981 se'ls uneix el Porsche 944.Quan el 911 hauria d'haver conclòs els seus dies sota el pes del 944 i el 928, no va ser així, i el 1983 se li afegeix una versió cabrio al 911SC. El 911, en comptes d'anar al cementiri, reneix el 1984. Va rebre un redisseny profund i es converteix en el 911 Carrera 3.2 amb 231 CV, que va acabar sent una de les gammes més àmplies d'aquest model: coupé, targa, cabrio, speedster, més l'opció turbo look i el mateix 911 Turbo 3.3 de 300 CV .Pensat per competir en el grup B, apareix el primer Porsche 4x4, el 959, presentat com a prototip el 1984. Va debutar en competició en el París-Dakar 1985. Els retards en la producció van suposar que no pogués ser homologat abans de la prohibició del grup B en 1987, de manera que el Super-Porsche no va poder arribar al mundial de rally. Els 250 exemplars fabricats es van convertir, al costat del Ferrari F40 i al Lamborghini Countach, en els superesportius per excel·lència dels 80. Actualment el 911 és el "Vaixell insígnia" de la marca.

### La crisi i el nou enlairament
Des de finals dels 1980 els resultats i les vendes de l'empresa es ressenten i es comencen a acumular fracassos. S'estava cuinant una crisi que va arribar a posar en dubte la supervivència de Porsche a principis dels 1990. El 1984, les vendes de Porsche eren de 50.000 cotxes, a principis de la nova dècada eren la meitat. Especialment alarmant va ser la caiguda de vendes als Estats Units: el 1984 absorbia el 50% de la producció mentre que el 1991 només es va aconseguir vendre 6.000 Porsches. Això es va reflectir en la gamma de models. El 1988 es retira el Porsche 924, sense ser substituït. El 1991 apareix l'última versió del 928, el 928GTS que seria retirat sense pena ni glòria el 1995. També el 1991 es va presentar el 968 com a substitut del 944, que va ser un rotund fracàs. Es va deixar de fabricar el 1995 després d'11.602 unitats acoblades, moltes menys del previst. El 911 estava envellint davant la competència, havia de canviar i el 1989 es presenta el 911/964 amb un motor que oferia 250 CV, que tenia la missió de ser el suport de Porsche per als següents anys. Va ser el primer model de Porsche a portar tracció a les quatre rodes, de manera que es formava el primer Carrera 4. El nou 911 va ser incapaç de complir amb la seva missió. A més, la construcció del 911/964 resultar ser molt cara.
Amb aquest panorama, Porsche va entrar a la dècada dels 90 amb una enorme preocupació. Només els quedava una carta i no podien equivocar-se. S'havia de simplificar la gamma per retallar despeses i calia concentrar els recursos financers en la creació d'un 911 d'èxit. Es va encarregar a un veterà de la marca, Peter Falk, l'elaboració d'un ampli dossier sobre el qual es definirien les pautes de desenvolupament del futur 911/993. En aquest dossier s'anteposa abans que res l'agilitat. Així el nou model havia de girar al voltant d'agilitat, comportament i joventut. Per millorar l'agilitat es va decidir redissenyar completament el tren posterior. Al final el 911/993 no va heretar res del 964 a excepció de la línia del sostre. D'altra banda, la simplificació de la gamma va ser radical, quedant el 911/993 com a únic model durant alguns mesos en 1995-1996. El 911 Carrera coupé (993) va debutar el desembre de 1993, amb un nou motor que oferia 272 CV. El 993, a diferència del seu antecessor, sí que va ser un èxit, es van recuperar les vendes i va ser rendible. Això va fer que amb el temps el 993 fos ampliant el nombre de carrosseries i rebés un lleuger augment de potència fins a 282 CV. A la gamma 993 se li afegeix el nou 993 Turbo de 408 CV en 1995, i més tard, va arribar el 993 Turbo S de 450 CV. en edició limitada.
En aconseguir superar el sot econòmic, la marca es va animar a produir el Boxster a la primavera del 96, encara que el prototip havia estat presentat tres anys abans. El Boxster s'havia desenvolupat en conjunt amb el futur 911/996 que sortiria el 1997. L'objectiu era que els dos vehicles compartissin el major nombre de peces possible per contenir els costos i millorar la productivitat (dues causes dels problemes econòmics abans esmentats). El 1997 va ser un bon any per Porsche. S'havia deixat enrere les dificultats, el 993 era un èxit, el Boxster es venia bé, es començava a recuperar la seva imatge i la gestió realitzada pel nou president, Wendelin Wiedeking, semblava eficient. A més, sortia al mercat el nou 911, el primer amb motor refrigerat per aigua. Aquest va ser l'últim model de la marca a la presentació del qual va anar Ferry Porsche, que va morir el 27 de març de 1998.
El 2003, Porsche celebra al 40 aniversari del 911 de la millor manera possible perquè el 911/996 es va convertir en un dels més ben venuts d'aquesta longeva saga, i ho va fer amb una edició limitada de 1963 exemplars del 911, amb un disseny barreja del 911 bàsic i el Carrera 4S, i una evolució del motor fins a 345 CV. El 2002, Porsche inaugura la seva nova fàbrica a Leipzig, d'on surten els nous Cayenne, el primer Porsche tot-terreny i el primer a poder ser utilitzat per viatjar amb la família. El Cayenne suposava entrar en un segment molt més gran que el dels esportius, com ho demostra el seu nivell de vendes, al voltant de 30.000 unitats anuals. Va ser un èxit rotund. El 2003, s'hi afegeix el superesportiu Carrera GT de 612 CV. A l'any següent es renoven el Boxster (987) i el 911 (997), i el 2005 apareix un cinquè model, el Cayman derivat del 987 i el 997.
L'any 2008, Porsche presenta el nou 997 MkII. Aquesta renovació fa canviar els fars davanters i posteriors, incorporant-se a les últimes modes dels LED. Una de les grans incorporacions al 997 MkII és la nova caixa automàtica de Porsche (PDK), deixant enrere a la caixa Tiptronic. Una de les característiques d'aquesta nova caixa de canvis és la d'incorporar unes lleves al volant, que accionant-les es canvia de marxa. Els següents models de Porsche incorporaran la PDK. També ha anunciat la seva intenció de comercialitzar una berlina de 4 portes per al 2009 amb el nom de Panamera, i recentment també es rumoreja sobre un supercoupé derivat d'aquesta berlina. En l'actualitat el fill de Volkswagen torna a casa i, Porsche torna a estar sota la tutela de Volkswagen, en ser-ne aquesta la propietària majoritària.

### Nous reptes
A l'octubre de 2019, Porsche ha signat un memorant d'enteniment no exclusiu amb l'empresa Boeing per treballar conjuntament cap a l'objectiu d'un vehicle elèctric amb un enlairament i aterratge vertical. Aurora Flight Sciences, filial de Boeing, es qui col·laborarà amb l'empresa alemanya en l'objectiu d'aconseguir aquests vols curts per les ciutats. A principis d'any, en les instal·lacions de Manassas (Virginia), un vehicle sense pilot va enlairar-se verticalment i va flotar durant uns segons per seguidament aterrar.

## Models

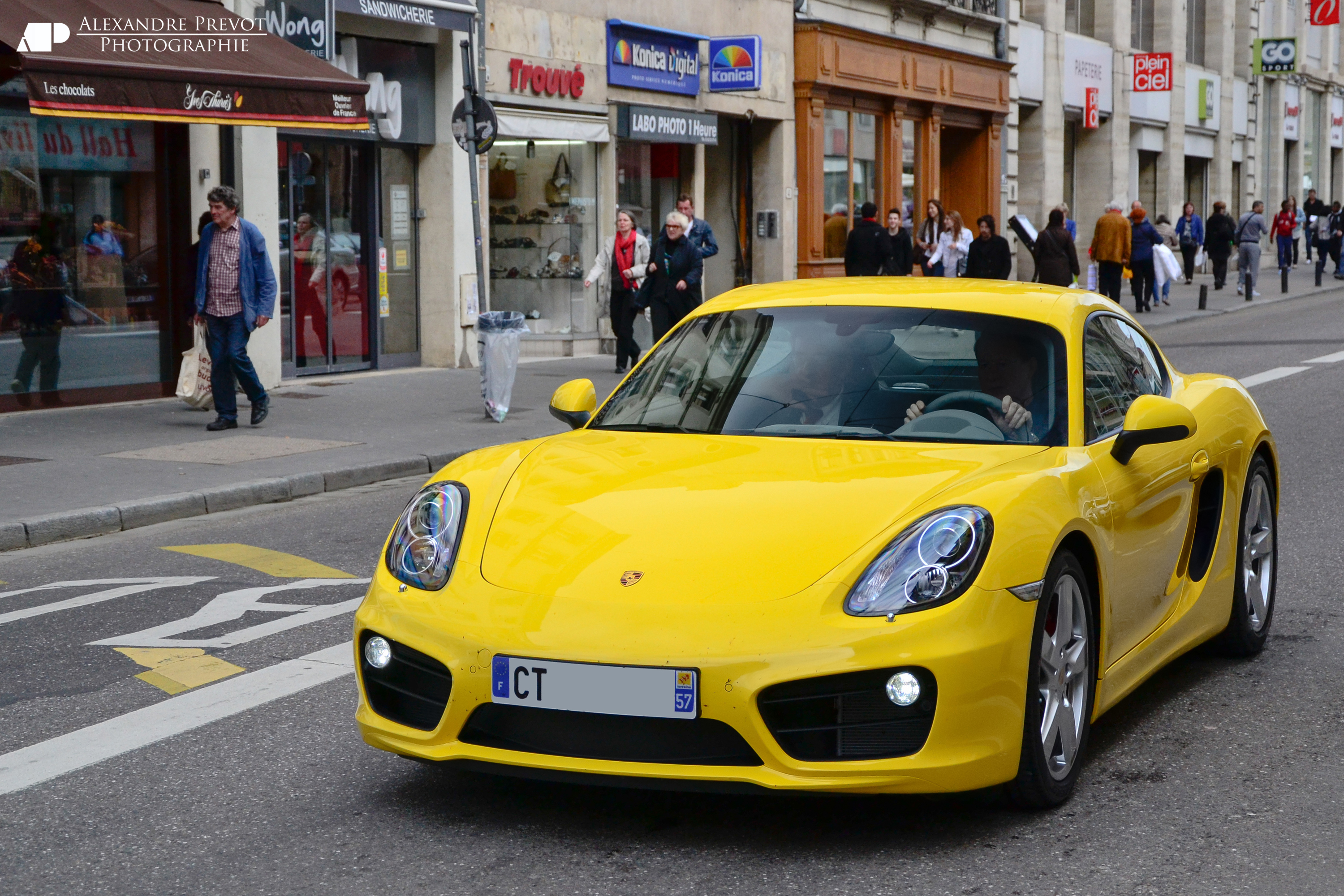
Porsche Cayman
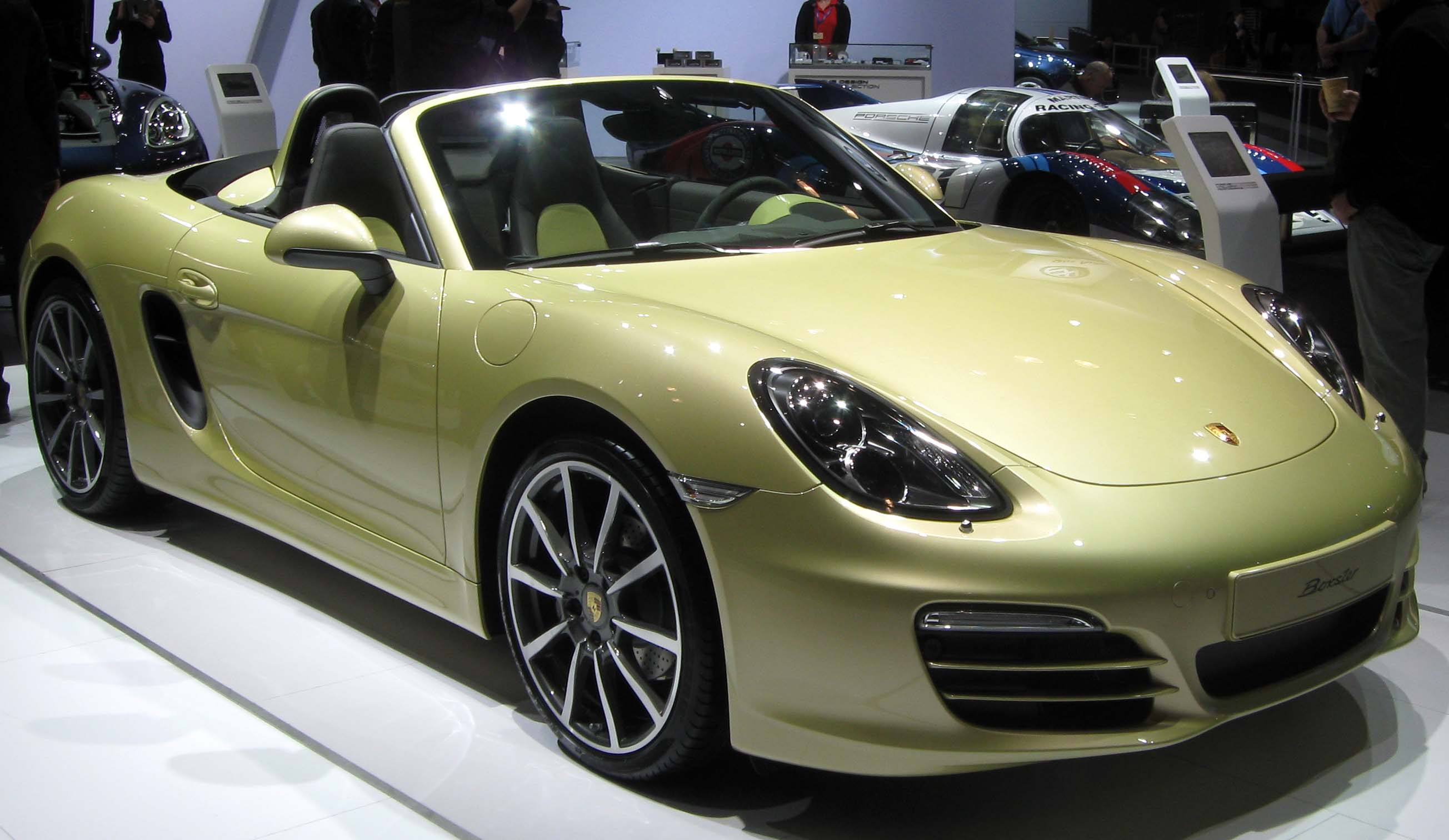
Porsche Boxster
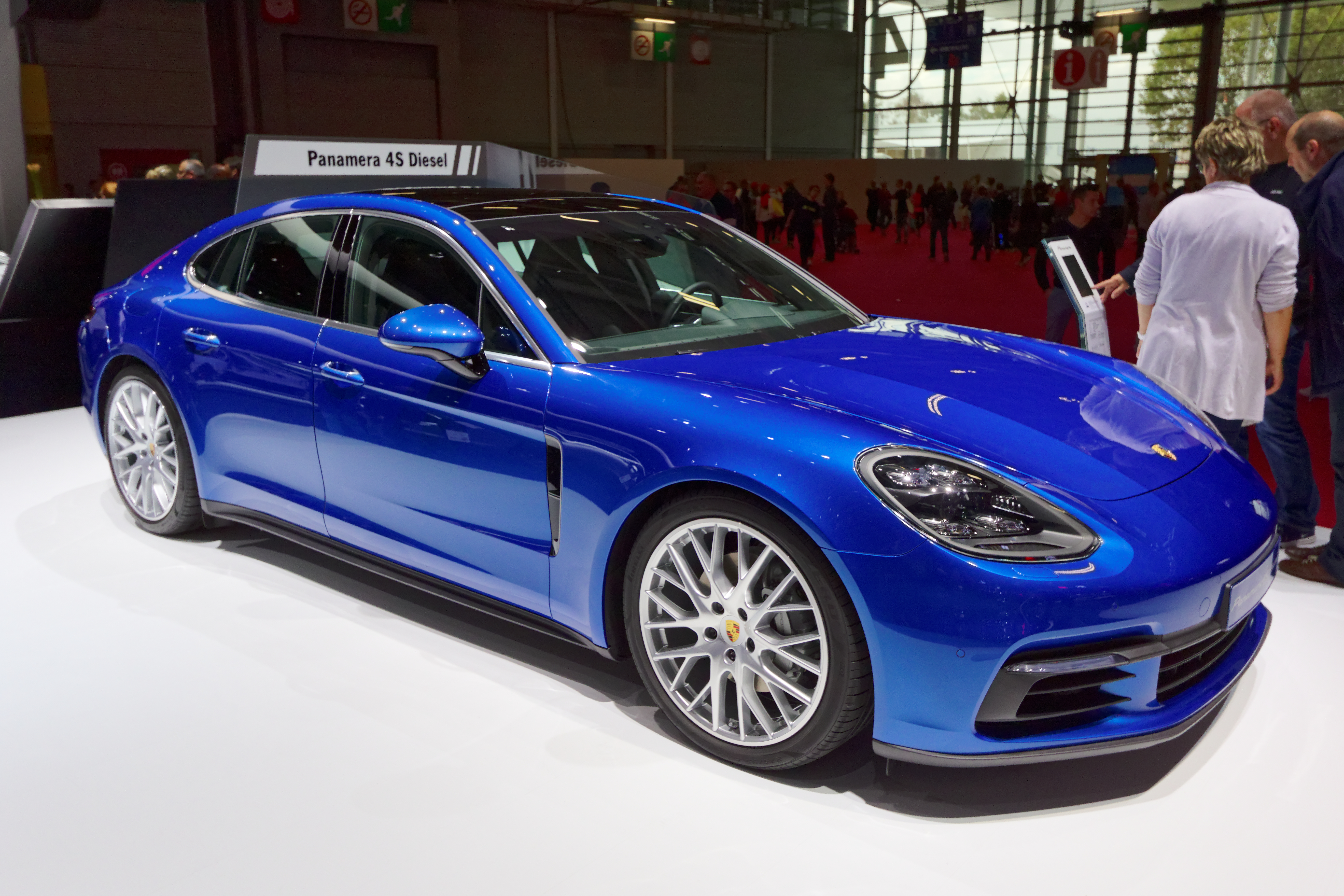
Porsche Panamera
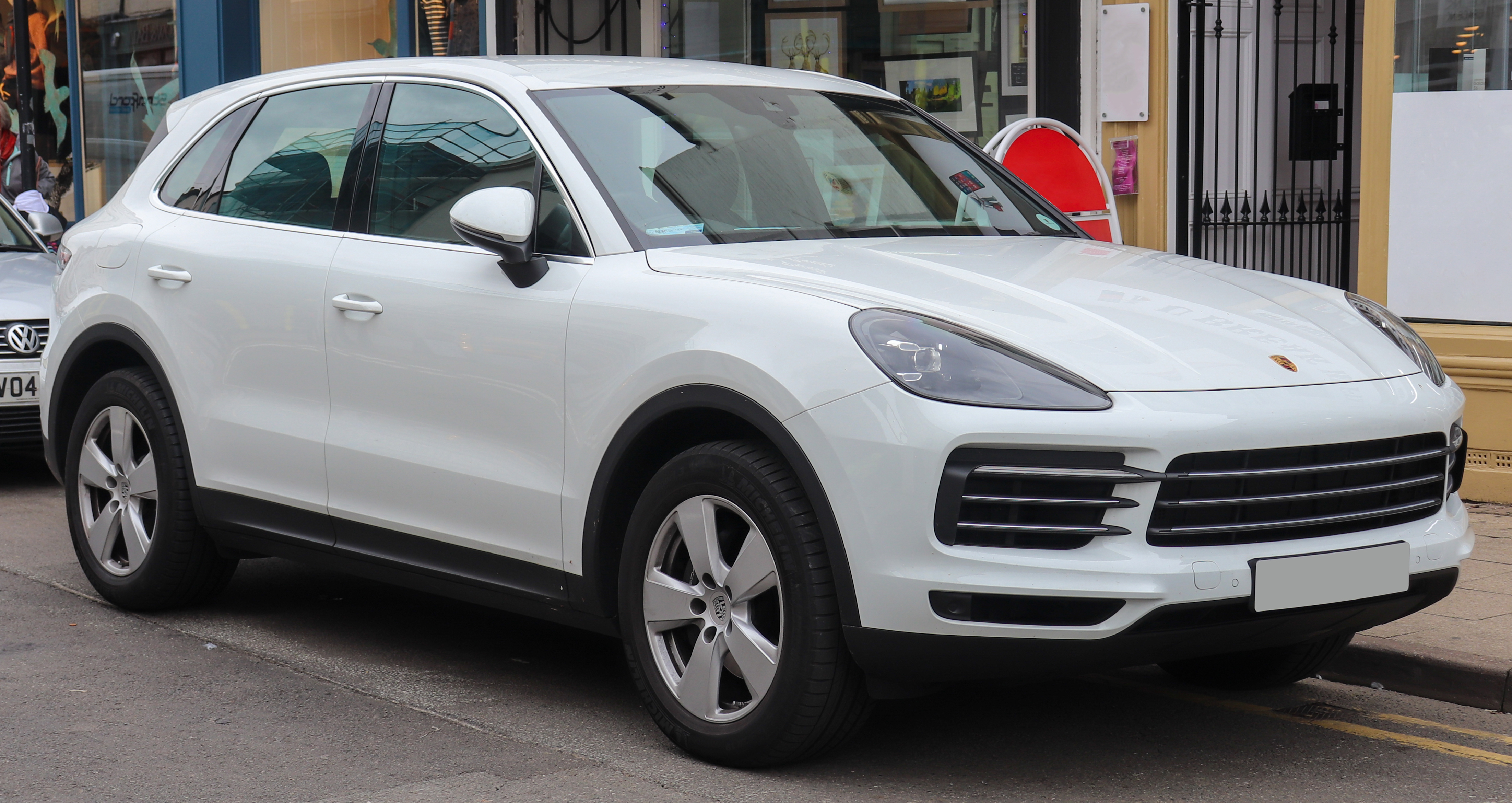
Porsche Cayenne
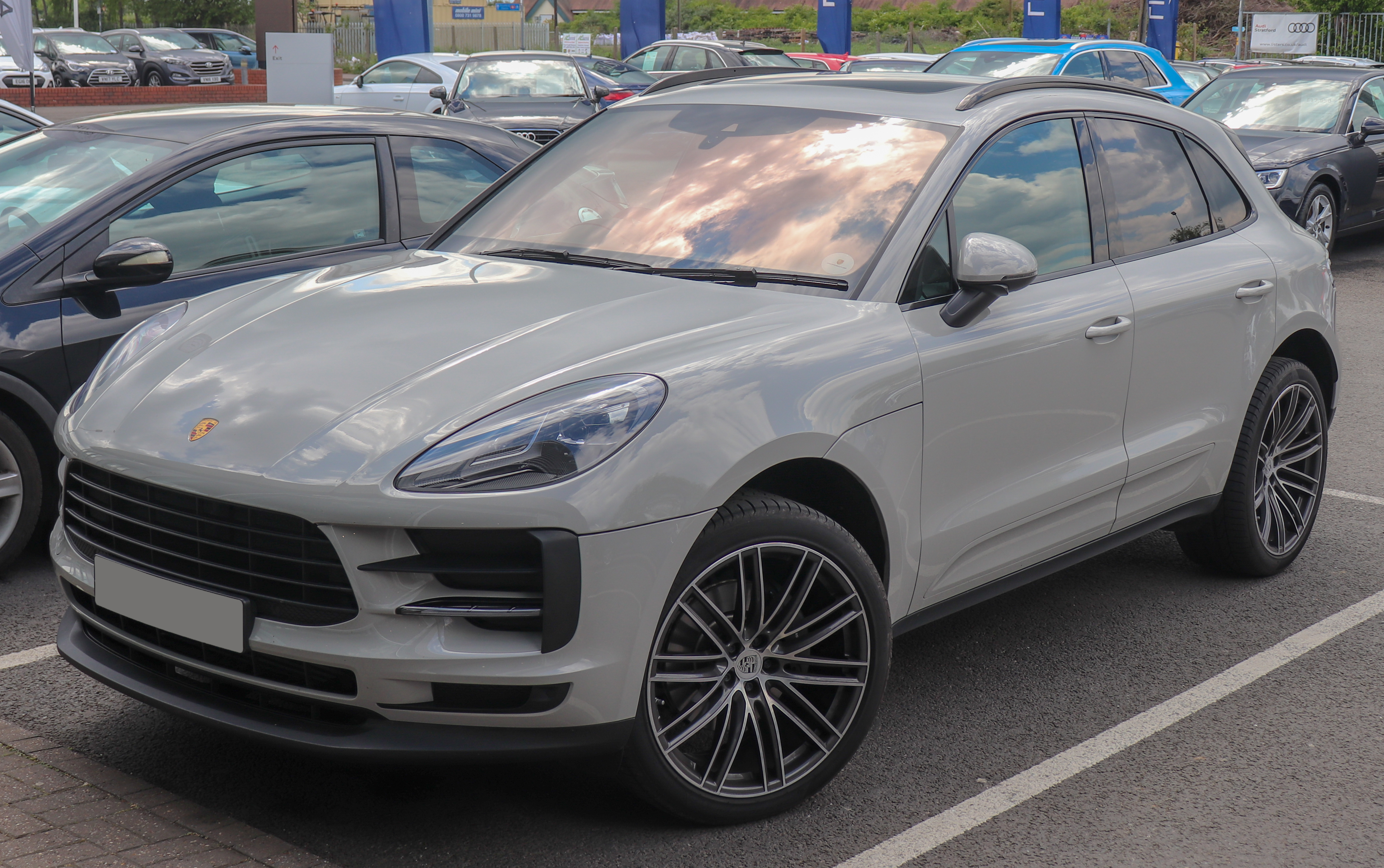
Porsche Macan 2018
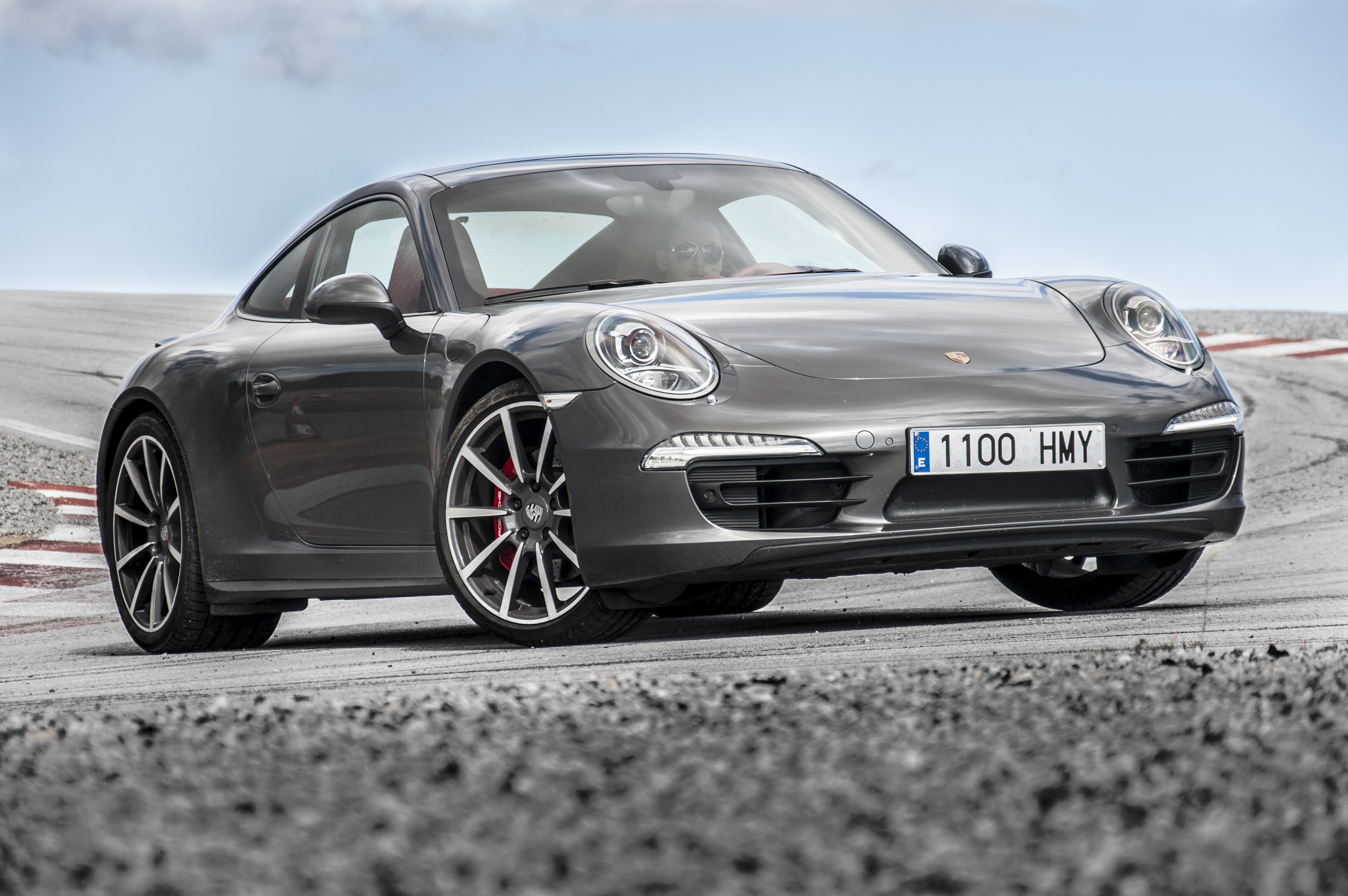
Porsche 911 2013

### Gama d'automòbils del 2016
- 911
- 718-Boxster
- Cayenne
- Cayman
- Panamera
- Macan

### Tractors
- Porsche Type 110
- Porsche AP Series
- Porsche Junior (14 hp)
- Porsche Standard (25 hp)
- Porsche Super (38 hp)
- Porsche Master (50 hp)
- Porsche 312
- Porsche 108F
- Porsche R22

### Cotxes de carrera i carretera
- 356
- 360 Cisitalia
- 550 Spyder
- 597 o Jagdtwagen
- 718
- 718-Boxster
- 787
- 804
- 904 (també anomenat Carrera GTS)
- 906 (també anomenat Carrera 6)
- 907
- 908
- 909 Bergspyder
- 910
- 911
- 912
- 914
- 917
- 918 Spyder
- 919
- 930
- 931
- 934
- 935
- 936
- 937
- 939
- 924
- 928
- 944
- 956
- 959
- 961
- 962
- 968
- Carrera GT
- Porsche-March 89P
- WSC-95 / LMP1-98
- LMP2000 (never raced)
- RS Spyder (9R6)

### Prototips
- Porsche 114
- Porsche 356/1
- Porsche 695 (911 prototype)
- Porsche 901 (911 prototype)
- Porsche 916 (flat-6 914)
- Porsche 959 Prototype
- Porsche 942
- Porsche 969
- Porsche Panamericana
- Porsche 989
- Porsche Varrera
- Porsche E2
- Porsche Martel design

### Vehicles elèctrics
Mission-e automòbil esportiu de quatre portes i quatre places presentat al saló de Frankfurt del 2015.

### Motors d'aeronaus
Porsche PFM 3200